# Странная миссис Сэвидж
«Странная миссис Сэвидж» (англ. The Curious Savage, дословно — «Любопытная Сэвидж») — комедия американского драматурга Джона Патрика. Написанная в 1950 году и переведённая на русский язык в 1960-х годах Тамарой Блантер, пьеса получила известность в СССР.

## Сюжет
Главная героиня пьесы Этель Сэвидж — богатая вдова миллионера. Трое детей её мужа от предыдущего брака, представители истеблишмента, узнают, что она основала фонд, который тратит деньги на осуществление необычных желаний людей, делая их счастливыми. Приёмные дети помещают свою мачеху в психиатрическую клинику «Тихая обитель» в маленьком городе штата Массачутетс и оформляют над ней свою опеку.
В клинике миссис Сэвидж знакомится с её «почти нормальными» обитателями, каждый из которых имеет некоторое психическое отклонение. Подружившись с ними, миссис Сэвидж начинает смотреть на свою жизнь новыми глазами. В это же время приёмные дети навещают свою мачеху, в надежде узнать, куда же она спрятала деньги. Миссис Сэвидж дурачит их и заставляет совершать в поисках денег безумные поступки, которые потом обсуждают газеты. Комедия подчёркивает контраст между жителями заведения и приёмными детьми миссис Сэвидж, подводя зрителя к вопросу, кто же здесь на самом деле безумен.
После нескольких сюжетных поворотов главная героиня пьесы в финале получает возможность уйти из клиники, но хочет в ней остаться, поскольку чувствует, что за её пределами она будет одинока. Однако доктор отговаривает миссис Сэвидж от этого мнимого покоя и убеждает, что во внешнем мире она нужнее людям.

## Действующие лица
- Миссис Этель Сэвидж — пожилая женщина, вдова миллионера, основательница Фонда Джонатана Сэвиджа
- Лилли-Бэлл — падчерица миссис Этель Сэвидж, «высокая, худощавая, элегантная и уверенная в себе дама»
- Сэмуэл — судья, пасынок миссис Этель Сэвидж; он маленького роста, довольно заурядной наружности
- Тит — сенатор, пасынок миссис Этель Сэвидж; «деловой человек консервативных взглядов»
- Доктор Эмметт — главный врач клиники «Тихая обитель»
- Мисс Вильгельмина (Вилли) — медсестра клиники «Тихая обитель», 24 года

Пациенты клиники:
- Флоренс Уильямс — 20 лет
- Фэри Мей — 20 лет
- Джеффри (Джефф) Мередит — 25 лет
- Ганнибал — 30 лет
- Миссис Пэдди — маленькая полная женщина средних лет

## Постановки
Спектакль был поставлен в Театре имени Моссовета в 1966 году режиссёром Л. Варпаховским. Первой исполнительницей главной роли была Фаина Раневская. По отзывам, её исполнение было потрясающим. Спектакль имел огромный успех, роль в нём стала одной из любимых ролей Раневской. Но с годами ей становилось тяжело играть, а когда в 1972 году умер молодой партнёр Раневской по спектаклю Вадим Бероев, она окончательно отказалась от роли, и роль передали Любови Орловой. В 1975 году роль была передана уже смертельно больной Вере Марецкой. Спектакль с участием Марецкой был снят на плёнку как фильм-спектакль и поэтому стал самой известной в СССР версией пьесы.
В 2000 году состоялась премьера спектакля «Странная миссис Сэвидж» в Центральном академическом театре Российской армии, (режиссёр-постановщик — Сергей Колосов), в главной роли — народная артистка СССР Людмила Касаткина.
5 октября 2005 года состоялась премьера спектакля «Странная миссис Сэвидж» в Свердловском государственном академическом театре драмы (режиссёр-постановщик — Евгений Ланцов, в главной роли — народная артистка России Екатерина Ляхова).
В 2006 году состоялась премьера спектакля «Странная миссис Сэвидж» в Государственном академическом центральном театре кукол имени С. В. Образцова (режиссёр-постановщик, исполнитель роли Джеффри — заслуженный артист России Андрей Денников, в главной роли — народная артистка СССР Вера Васильева).
В 2006 году на Украине компанией «Стар Медиа» был выпущен телевизионный двухсерийный фильм — адаптация комедии «Странная миссис Сэвидж» под названием «Странное Рождество» (режиссёр — Максим Паперник, в ролях снимались актёры: Барбара Брыльска, Богдан Ступка, Лия Ахеджакова, Ольга Сумская и другие. Действие фильма происходит в некоем Городе, персонажи носят русские имена.
В 2008 году в апреле состоялась премьера спектакля «Странная миссис Сэвидж» в Липецком драматическом театре им. Л. Н. Толстого, а также в Павлодарском театре драмы имени Чехова.
В 2009 году состоялась премьера в Санкт-Петербургском Театре Дождей (режиссёр-постановщик — Наталья Никитина, в главной роли — Елена Сапронова). В том же году состоялась премьера в Киевском Театре Русской Драмы им. Леси Украинки (ныне — Национальный академический театр русской драмы имени Леси Украинки)
В 2010 году повторно был поставлен спектакль в Липецком драматическом театре, а также состоялась премьера в Калининградском областном драматическом театре.
В 2012 году спектакль смогли увидеть зрители Криворожского городского театра драмы и музыкальной комедии имени Т. Г. Шевченко.
В 2016 году спектакль был поставлен на сцене Самарского академического театра драмы имени М. Горького, в главной роли — народная артистка РФ Жанна Романенко-Надеждина.
13 мая 2021 года состоялась премьера спектакля в Каменском академическом музыкально-драматическом театре имени Л.Украинки (Каменское. Днепропетровская обл). В главной роли заслуженная деятель искусств Украины, заслуженная артистка Казахстана Маргарита Кудина.